# Normalsi
Normalsi – łódzki zespół rockowy założony w 1999 roku przez Piotra Pachulskiego i Adama Marszałkowskiego.

## O zespole
Debiut płytowy Normalsów – album „Soliloquium”, wydany w 2005 r. i „Dekalog, czyli Piekło Muzykantów” – wydany rok później, okazały się sukcesem artystycznym. W roku 2007 kuratorzy oświaty nagradzają płytą Normalsów najlepszych maturzystów w kraju.
Działalność Normalsów nie ogranicza się do koncertowania i nagrywania albumów płytowych (ostatni to „Pokój z widokiem na wojnę” – 2009). Zespół  w latach 2008–2011 co roku organizował trasy koncertowe w Polsce, promujące łódzką scenę rockową, czyniąc z nich objazdowy festiwal.
„Twórczość  Normalsów intryguje – napisał miesięcznik „Teraz Rock” – muzycznie osadzona w grunge`u, tekstowo dość poetycka, z konceptualnym zarysem poszczególnych albumów”.
Dorobek twórczy łódzkich Normalsów stał się inspiracją dla ludzi teatru. Fabularne, obrazowe utwory zespołu doprowadziły do powstania widowiska rockowego „Łajza” (prapremiera – styczeń 2013). Oparty na tekstach i muzyce Normalsów spektakl „Łajza” przyniósł Normalsom uznanie środowisk artystycznych i publiczności, interesującej się nie tylko muzyką rockową, ale także jej fuzją z różnymi formami tanecznymi, a także z muzyką klasyczną – w tym przypadku dziełami J.S. Bacha w interpretacji skrzypka Michała Jelonka.
Spektakl „Łajza” zdobył „Złotą Maskę” – nagrodę dziennikarzy dla twórców teatru. W ciągu trzech sezonów został zagrany kilkadziesiąt razy. Fundacja Dom Muzyki – wydawca Normalsów – przygotowała płytę ze spektaklem (premiera 22 stycznia 2016).

## Muzycy
Obecny skład zespołu
- Piotr „Chypis” Pachulski – wokal, gitara elektryczna (od 1999)
- Przemek Wyrwas – gitara basowa (od 2012)

Byli członkowie zespołu
- Marcin "Saku" Saktura - gitara basowa (1996-1999)[1]
- Adam „Marszałek” Marszałkowski – perkusja (1999–2008)
- Marcin „Rittus” Ritter – gitara basowa (1999–2012)
- Krzysztof Szewczyk – perkusja (2008–2012) (zmarł w 2015)
- Grzesiek Szelewa – perkusja (2012-2016)
- Mirek „Koniu” Mazurczyk – gitara elektryczna (1999-2017)
- Michał Usdrowski – perkusja (od 2016 do 2021)

## Dyskografia
Albumy studyjne
| Tytuł                            | Dane dot. albumu                                 |
| -------------------------------- | ------------------------------------------------ |
| Niewydana płyta                  | - Data: b.d. - Wydawca: wydanie własne           |
| Soliloquium                      | - Data: 28 lutego 2005 - Wydawca: Fonografika    |
| Dekalog, czyli Piekło Muzykantów | - Data: 24 kwietnia 2006 - Wydawca: Fonografika  |
| Pokój z widokiem na wojnę        | - Data: 28 listopada 2009 - Wydawca: Fonografika |
| Wiry                             | - Data: 20 lutego 2020 - Wydawca: wydanie własne |

Albumy wideo
| Tytuł                    | Dane dot. albumu                                        |
| ------------------------ | ------------------------------------------------------- |
| Live Underground In Łódź | - Data: 26 maja 2008 - Wydawca: Fonografika             |
| Łajza                    | - Data: 22 stycznia 2016 - Wydawca: Fundacja Dom Muzyki |